# Kotewkowate
Kotewkowate (Trapaceae Dumort. nom. cons.) – monotypowa rodzina roślin wodnych z rzędu mirtowców, wyróżniana w dawniejszych systemach klasyfikacyjnych roślin okrytonasiennych. Zaliczano tu tylko jeden rodzaj – kotewka (Trapa).

## Systematyka
Rodzina wyróżniana była m.in. w systemie Cronquista z 1981 oraz w systemie Reveala z lat 1993-1999. Późniejsze odkrycia w zakresie filogenezy w obrębie mirtowców dowiodły, że rodzaj kotewka Trapa stanowi jedną z dalszych linii rozwojowych w obrębie krwawnicowatych i jego wyłączanie z tej rodziny czyni z niej takson parafiletyczny. Dlatego w nowszych ujęciach (system APG II z 2003, Angiosperm Phylogeny Website aktualizowana od 2001, system Reveala w wersji z 2007) kotewka włączana jest do krwawnicowatych właśnie.
Pozycja w systemie Reveala (1993–1999)
Gromada okrytonasienne (Magnoliophyta Cronquist), podgromada Magnoliophytina Frohne & U. Jensen ex Reveal, klasa Rosopsida Batsch, podklasa różowe (Rosidae Takht.), nadrząd Myrtanae Takht., rząd mirtowce (Myrtales Rchb.), rodzina kotewkowate (Trapaceae Dumort), podrodzina Trapoideae Voigt, plemię  Trapeae  Rchb., rodzaj kotewka (Trapa L.).